# Scaphoideus turbinatus
Scaphoideus turbinatus är en insektsart som beskrevs av Li och Wang 1992. Scaphoideus turbinatus ingår i släktet Scaphoideus och familjen dvärgstritar. Inga underarter finns listade i Catalogue of Life.